# Adolph-Bermpohl-Orkan
Der Adolph-Bermpohl-Orkan war ein Orkan am 23. Februar 1967. Der ursprünglich nach dem Tief Xanthia bezeichnete Orkan wurde später vom Seewetteramt Hamburg nach dem Seenotrettungskreuzer Adolph Bermpohl benannt, der bei diesem Orkan verunglückte und dabei seine gesamte vierköpfige Besatzung und drei an Bord (bzw. im Tochterboot) befindliche vorher gerettete niederländischen Fischer verlor. Der Orkan erreichte die bis dahin höchsten über der Nordsee gemessenen Windgeschwindigkeiten. Diese betrugen im stündlichen Mittel über mehrere Stunden 149,4 km/h, ein auf Helgoland bis heute nicht wieder erreichter Spitzenwert. Aufgrund seiner südlichen Zugbahn, die über die südliche Nordsee nach Jütland führte, gehörte das den Orkan auslösende Orkantief zu den sogenannten Schnellläufern.

## Vorbemerkung
Im Jahre 1967 befanden sich die Informationstechnologie und die Versorgungsinfrastruktur noch nicht auf dem heutigen Stand. Als Kommunikationsmittel standen den Behörden Telefon, Sprechfunk und Fernschreiber zur Verfügung; die Bevölkerung selbst war nur über Radio sowie das Fernsehen erreichbar, wobei das Fernsehprogramm nur in den Nachmittags- und Abendstunden gesendet wurde. Da die Stromversorgung auf dem Land, aber in Teilen auch in den Städten durch Freileitungen erfolgte, kam es bei schweren Unwettern durch Sturm, aber auch durch Blitzschlag regelmäßig zu teilweise länger andauernden Stromausfällen. Unter solchen Rahmenbedingungen war eine Warnung der Bevölkerung außerordentlich schwer und nur noch mit Lautsprecherwagen der Polizei möglich.
Auch die Wettervorhersage steckte in den 1960er-Jahren noch in den Kinderschuhen. Wetterbeobachtungen erfolgten auf See in Form von stündlichen meteorologischen Beobachtungen anhand genau festgelegter phänomenologischer Parameter. Wettermeldungen wurden per Sprechfunk weitergeleitet und anschließend per Hand in die Wetterkarten eingetragen. Dies hatte zur Folge, dass kurzfristig eintretende gefährliche Wetterveränderungen erst sehr spät erkannt werden konnten und Unwetterwarnungen von den zuständigen Wetterämtern teilweise erst zu einem Zeitpunkt herausgegeben werden konnten, wenn das Unwetter die betroffene Region bereits erreicht hatte. Dies führte sowohl beim Adolph-Bermpohl-Orkan als auch schon vorher beim Hollandorkan 1953 und dem Orkan Quimburga im Jahre 1972 dazu, dass Schiffe auf See und die Menschen an Land sowie die für die Katastrophenabwehr zuständigen Behörden überrascht wurden und es für eine Sicherung von Gebäuden bzw. das Aufsuchen eines sicheren Hafens zu spät war.

## Witterungsgeschehen beim Adolph-Bermpohl-Orkan

### Entwicklung der Wetterlage
Der Orkan vom 23. Februar 1967 stellte den Höhepunkt einer bis dahin stürmischen Westwindlage dar und wies in seiner Entstehungsgeschichte weitgehende Parallelitäten mit dem die Hollandsturmflut von 1953 auslösenden Orkan sowie dem Capella-Orkan vom 3. Januar 1976 auf. Bereits zwei Tage zuvor war ein schwerer Sturm mit orkanartigen Böen über die Deutsche Bucht gezogen. Nach einem eintägigen Zwischenhocheinfluss griffen die Ausläufer des rasch von den Britischen Inseln nach Jütland ziehenden Orkantiefs auf Mittel- und Westeuropa über. Dieses Orkantief war am 21. Februar 1967 im Seegebiet der Azoren als Randtief eines weiteren, bei Neufundland liegenden Orkantiefs entstanden. In den frühen Morgenstunden des 22. Februars erreichte es Irland, 24 Stunden später traf es nach Überquerung Mittelenglands die Deutsche Bucht. Durch eine hochtroposphärische Welle ausgelöst, kam es beim Eintreten des Tiefs in das Seegebiet der Nordsee zu einer sehr starken Vertiefung. Im Seegebiet westlich Jütlands erreichte das Tief einen Kerndruck von weniger als 960 Hektopascal. Gleichzeitig baute sich auf der Rückseite des weiter nach Südschweden ziehenden Orkantiefs ein äußerst scharfer Luftdruckgradient auf, da rasch ein Keil des vor der Biskaya unmittelbar nördlich von Kap Finisterre liegenden Hochdruckgebiets unter Verstärkung über den Britischen Inseln und der westlichen Nordsee aufgebaut wurde. Um Mitternacht erreichte das Tiefdruckgebiet unter deutlicher Abschwächung den Raum Stockholm, bevor es sich über dem Finnischen Meerbusen auflöste.
Nachdem zunächst, kennzeichnend für ein Nordatlantiktief des Jütlandtyps, mäßige Winde aus südöstlicher Richtung herrschten, kam es mit Durchzug der Warmfront in den Mittagsstunden zu einer Winddrehung auf westliche Richtung und einer sehr starken Windzunahme. Mit Durchzug der Kaltfront drehte der Wind auf nordwestliche Richtung, dabei kam es zu einer Zufuhr von hochlabiler Kaltluft. Durch einen von Westen her rasch nachrückenden Hochdruckkeil verschärfte sich der Luftdruckgradient über der südlichen Nordsee erheblich, so dass in den Nachmittags- und Abendstunden in der Deutschen Bucht über mehrere Stunden hinweg bis dahin nie gemessene und bis heute nicht erreichte Windgeschwindigkeiten von 149,4 km/h im stündlichen Mittel gemessen wurden. Die von den damals gebräuchlichen Anemometern nicht erfassten Spitzenböen dürften höhere Werte erreicht haben als die später mit qualitativ besser entwickelten Anemometern erfassten. Heutigen Schätzungen zufolge lagen die Spitzenböen im Hauptsturmfeld deutlich über 200 km/h.

### Probleme bei der Vergleichbarkeit mit anderen Orkanen
Der Adolph-Bermpohl-Orkan gilt bis heute als schwerster Orkan im Bereich der Deutschen Nordsee seit Beginn der Aufzeichnung. Auf Grund unterschiedlicher Methodik bei der Windmessung gestaltet sich ein direkter Vergleich jedoch außerordentlich schwierig. Dies liegt vor allem daran, dass im Jahre 1967 auf See die Windstärke nach der Beaufort-Skala anhand genau festgelegter phänomenologischer Kennzeichen qualitativ erhoben wurde. Eine Messung der Windgeschwindigkeit mit Hilfe von Anemometern fand nur bei Wetterstationen an Land statt. Die damals noch üblichen Modelle kamen jedoch bei extremen Windgeschwindigkeiten schnell an ihre technischen Grenzen und erfassten nur Windgeschwindigkeiten von 40 bis 44 Metern pro Sekunde (144 bis 158 km/h). Mit ihnen konnten zum damaligen Zeitpunkt nur die für die Vorhersage des Seewetters und des zu erwartenden Seegangs notwendigen Stundenmittel, nicht jedoch die Geschwindigkeit einzelner Extremböen festgestellt werden.

## Sturmflut
Der in seiner Stärke bis dahin beispiellose Orkan sorgte an der gesamten deutschen Nordseeküste für den Ausfall des Tideniedrigwassers. Statt zu fallen, stiegen die Wasserstände an den Pegeln nach dem Mittagshochwasser noch weiter an. Diese Entwicklung an den Pegeln sorgte sowohl bei der Bevölkerung als auch bei den verantwortlichen Behörden für große Bestürzung. Obwohl die Sturmflut bei weitem nicht die Höhe erreichte wie die Februarflut 1962, kam es an den seitdem noch nicht verstärkten bzw. gerade fertiggestellten Deichen zum Teil zu schweren Schäden. Besonders betroffen waren hierbei die Seedeiche vor dem Finkhaushalligkoog, dem Christianskoog und der Elbdeich bei Brunsbüttel. Auf Sylt kam es zu großen Dünenabbrüchen.
Besonders schwer betroffen war das Flussgebiet der Oste. Da hier im Jahre 1968 mit der Fertigstellung des Ostesperrwerks gerechnet wurde, traf die Sturmflut hier auf nicht erhöhte Deiche. Im Flussgebiet zwischen Hechthausen und Bremervörde brachen die Deiche bei Kranenburg und Niederochtenhausen an insgesamt fünf Stellen; zusätzlich wurden Deichstrecken bei Brobergen überflutet. Dabei wurden mehrere 100 ha Grün- und Ackerland überflutet. Auch im Bereich Oberndorf (Oste), wo es bei der Sturmflut 1962 zu schweren Deichbrüchen kam, sowie bei Großenwörden entwickelte sich erneut gefährliche Situationen. Gehalten werden konnte auch der Ringdeich um die Baustelle des Ostesperrwerkes. Um eine Überflutung der Baustelle, die die für 1968 geplante Inbetriebnahme des Sperrwerkes gefährdet hätte, zu verhindern, wurden 100 Bundeswehrsoldaten zur Sicherung in Marsch gesetzt.
Zu Überflutungen kam es auch in den ebenfalls noch nicht von Sperrwerken geschützten Flussgebieten von Pinnau, Krückau und Stör. Auf Grund der exponierten Lage der Flussmündungen wurden hier ähnliche Wasserstände erreicht wie bei der Sturmflut 1962. In Elmshorn wurde die Innenstadt überflutet. Zu Überflutungen kam es auch in Uetersen, Stade sowie in Itzehoe.
Schwere Schäden entstanden auch in den vor den Hauptdeichen gelegenen und damals noch nicht durch Hochwasserschutzwände gesicherten Hafen- und Industriegebieten an Weser und Elbe. In Hamburg gelang es einem Großaufgebot von Einsatzkräften aus Polizei, Feuerwehr, Technischem Hilfswerk und Bundeswehr, einen beginnenden Bruch des Elbdeichs bei Kirchwerder zu verhindern. Auch an den Deichabschnitten an der Süderelbe sowie im Stromabschnitt zwischen Hamburg und Geesthacht kam es zu kritischen Situationen, Deichbrüche konnten jedoch durch die rechtzeitig eintreffenden Einsatzkräfte verhindert werden.
An der Unterweser kam es insbesondere an Hamme und Ochtum zu gefährlichen Situationen. In Ritterhude wurde die Hammeschleuse Ritterhude überflutet und die Straßenverbindungen ins Teufelsmoor und nach Worpswede unterbrochen. An der Ochtum erreichte die Sturmflut teilweise die Deichkrone im Bereich der noch nicht erhöhten Deichabschnitte.

### Krisenmanagement
Im Gegensatz zur Sturmflut 1962 waren die zuständigen Behörden in der Hansestadt Hamburg auf eine möglicherweise gefährliche Situation vorbereitet; hier wie auch in den Landkreisen Aurich, Stade, Flensburg und Husum wurde Katastrophenalarm ausgelöst. Die gefährdeten Wohngebiete auf der Veddel und in Waltershof sowie in Finkenwerder wurden rechtzeitig evakuiert, an anderen Orten war eine Evakuierung vorbereitet. Deichbrüche konnten durch den rechtzeitigen Einsatz von Bundeswehr, Feuerwehr, Technischem Hilfswerk sowie der Polizei in Hamburg verhindert werden.

## Schäden

### Schäden im Binnenland
Im Binnenland kam es zu schweren Verwüstungen. Allein in Hamburg, hier forderte der Sturm einen Toten und etwa 60 Verletzte, fuhr die Feuerwehr infolge des Sturms in acht Stunden sechshundert Einsätze. In den Innenstädten wurden zahllose Schaufensterscheiben durch den enormen Winddruck zerstört. In Schleswig-Holstein musste auf Grund der schweren Sturmschäden Katastrophenalarm ausgelöst werden; Schwerpunkt der Schäden waren dabei die nördlichen Landesteile, insbesondere Flensburg. Im damaligen Landkreis Husum wurden 75 Prozent der Gebäude schwer beschädigt, mehrere Bauernhäuser wurden durch den Sturm vollständig zerstört. Im Fährhafen Puttgarden wurden mit Kraftfahrzeugen beladene Güterwagen vom Sturm in Bewegung gesetzt und stürzten in den Hafen. Auf Grund der schweren Sturmschäden kam der Verkehr in Schleswig-Holstein fast vollständig zum Erliegen.
Schwere Sturmschäden mit Toten und Verletzten gab es nicht nur in der BRD und der DDR, sondern auch in Belgien, den Niederlanden, in Dänemark, Österreich und in der Schweiz. In der niederländischen Provinz Friesland wurden zahlreiche Gebäude schwer beschädigt bzw. zerstört.
Im Kanton Basel stürzten zwei Straßenbahnwagen um, in Sissach ein Baukran. In Bedburg stürzte der Turmhelm der St. Lambertus-Kirche auf den vor der Kirche gelegenen Platz, wobei ein Mensch ums Leben kam.

### Auswirkungen auf die Schifffahrt
Aufgrund der im Jahr 1967 noch unzureichenden Wettervorhersagetechniken konnte die Gefährlichkeit des Sturms von den Wetterdiensten erst sehr spät erkannt werden. Unmittelbar nachdem um 11:55 Uhr am 23. Februar über Norddeich Radio eine Orkanwarnung herausgegeben worden war, erreichte das Sturmfeld das Seegebiet der Deutschen Bucht. Dies hatte zur Folge, dass zahlreiche Schiffe auf See von dem plötzlich aufkommenden Orkan überrascht wurden und keinerlei Möglichkeit bestand, in Windschutz zu gehen oder die offene See anzusteuern, so dass es bereits um 12:36 Uhr den ersten Seenotfall gab. Insgesamt kamen bei dem Orkan mindestens 44, nach anderen Quellen 80 Seeleute ums Leben.
Unter anderem ertrank die Besatzung des Seenotkreuzers Adolph Bermpohl und drei zuvor von ihrem Kutter TM1 Burgemeester van Kampen gerettete niederländische Fischer, nachdem der Seenotkreuzer am Sellebrunn Riff östlich Helgolands während des Versuchs, die Geretteten vom Tochterboot aufzunehmen, von einer schweren Grundsee getroffen wurde. Im Seegat zwischen Den Helder und Texel sank der Urker Fischkutter UK223 Maartje, ohne dass die Schiffsführung in der Lage war, einen Notruf abzusetzen. Alle fünf Besatzungsmitglieder kamen bei dem Untergang ums Leben.
Bei dem Sturm sanken außerdem im Seegebiet zwischen Langeoog und Spiekeroog die Küstenmotorschiffe Ruhr aus Duisburg, nachdem die Ladung bei sehr schwerer See verrutscht war, die dänische Else Priess (299 BRT) und die deutsche Ikone (344 BRT) vor der schleswig-holsteinischen Westküste. Die Ikone, die sich mit einer Kiesladung auf der Reise von Esbjerg nach Hamburg befand, meldete sich letztmals in Höhe von Fanö; von ihr wurde lediglich ein in Höhe der Eidermündung treibender Lukendeckel geborgen. Wie im Fall des Kutters UK233 Maartje muss das Schiff so schnell gesunken sein, dass es keinerlei Möglichkeit mehr gab, einen Notruf abzusetzen.
Die Else Priess, die sich mit einer Ladung Magnesit auf der Reise von Hamburg nach London befand und etwa 20 Seemeilen nördlich von Norderney in Seenot geraten war, sank bei dem Versuch, den Borkumer Schutzhafen anzulaufen, nachdem der Bergungsschlepper Danzig auf Grund des extremen Seegangs und des Orkans den Havaristen nicht erreichen konnte. Alle acht an Bord befindlichen Personen kamen bei dem Unfall ums Leben.
In allen drei Fällen kam die gesamte Besatzung ums Leben, obwohl im Fall des Untergangs der Ruhr der in unmittelbarer Nähe befindliche deutsche Fischdampfer Kap Wallo noch versucht hatte, eine Leine zu übergeben, bevor er sich auf Grund der gefährlichen Situation zurückziehen musste. Besonders tragisch ist im Fall des Untergangs der Ruhr der Umstand, dass der für den Orkan namensgebende Helgoländer Seenotrettungskreuzer Adolph Bermpohl nach dem Absetzen der geretteten Besatzungsmitglieder des Fischkutters TM1 Burgemeester van Kampen zur havarierten Ruhr auslaufen sollte, weil die lokalen Motorrettungsboote Weser (damals Station Wilhelmshaven) und Langeoog (damals Station Langeoog) bei stark auflaufender Flut und extremer See nicht die offene See erreichen konnten und in ihre Häfen umkehren mussten.

Es gab folgende Verluste:
| Schiffsname                              | Beschreibung                                                             | Tote |
| ---------------------------------------- | ------------------------------------------------------------------------ | ---- |
| Adolph Bermpohl und Tochterboot Vegesack | Seenotrettungsschiff und Tochterboot ohne Besatzung gefunden             | 4    |
| TM1 Burgemeester van Kampen              | Fischkutter, Besatzung geborgen, kam beim Unglück der Adolph Bermpohl um | 3    |
| Ruhr                                     | Küstenmotorschiff, nördlich von Spiekeroog Notruf gesendet, gekentert    | 6    |
| Else Priess                              | Küstenmotorschiff, gesunken                                              | 8    |
| Ikone                                    | Küstenmotorschiff, gesunken ohne Notruf                                  | ?    |
| UK233 Maartje                            | Fischkutter, gesunken ohne Notruf                                        | 5    |
| Oste                                     | gestrandet                                                               | 0    |